# Компрессор аудиосигнала
Компрессор (от англ. «compress» — сжимать, сдавливать) — электронное устройство или компьютерная программа, выполняющее уменьшение (сжатие) динамического диапазона звукового сигнала; иными словами, компрессор позволяет сделать более узкой разницу между самым тихим и самым громким звуком.
В подавляющем большинстве компрессоры относятся к профессиональному звуковому оборудованию, так как встретить их в бытовой сфере можно крайне редко (применялись лишь в магнитофонах высших классов[уточнить]).
На сегодняшний день можно встретить ламповые, транзисторные и цифровые компрессоры.

## Принцип работы и параметры компрессора
Суть работы компрессора состоит в том, что он непрерывно определяет уровень входного сигнала, и, если тот превышает заданное пороговое значение, компрессор его ослабляет на определённую величину (срабатывает).
Прибор, имеющий обратный компрессору принцип работы, называется экспандером.
Компрессор имеет четыре основных параметра:
- Пороговый уровень (порог срабатывания) (англ. threshold) — определяет уровень входного сигнала, выше которого компрессор начинает ослаблять сигнал. Выражается в децибелах.
- Соотношение (степень сжатия) (англ. ratio) — определяет интенсивность ослабления сигнала, выражается в формате «х:1», где «1» — превышение уровня выходного сигнала над пороговым уровнем равное 1 дБ, а «x» — соответствующее ему превышение уровня входного сигнала в децибелах над пороговым уровнем. Например, если установлено соотношение «2:1», то при превышении входным сигналом порогового уровня на 10 дБ на выходе компрессора сигнал будет на 5 дБ выше порогового уровня.
- Время атаки (англ. attack) — это время, которое проходит между превышением порогового значения и моментом достижения заданного соотношения. Выражается в миллисекундах. Эксперименты с этим параметром позволяют получить особые эффекты, например, можно сделать звук бас-барабана заметно чётче. Если атака установлена на 1 мс и при этом соотношение (Ratio) «∞:1», что в реальной практике достигается при соотношении около «30:1», компрессор уже называется «лимитером» (англ. to limit — ограничивать), так как в данном случае на выходе компрессора уровень сигнала в любом случае не превышает пороговый. Однако, не каждый компрессор может быть использован в качестве лимитера, а лишь тот, у которого детектор уровня рассчитан на определение пиковых значений входного сигнала. Некоторые модели компрессоров имеют переключатель «Peak/RMS», то есть работа детектора в режиме определения пиковых значений, либо среднеквадратичных.
- Время спада (восстановления) (англ. release) — это время, которое проходит между тем, как уровень входного сигнала упал ниже порога, и моментом, когда компрессор перестаёт ослаблять сигнал. Также выражается в миллисекундах.

Для удобства многие компрессоры оснащаются тремя индикаторами уровня: уровень входа, выхода, а также индикатором ослабления сигнала. Все они позволяют наглядно наблюдать работу компрессора. Также практически все компрессоры на выходе имеют усилительный каскад, который позволяет компенсировать ослабление сигнала и получить на выходе «плотный» звук достаточного уровня.
Мгновенно срабатывающий компрессор превращается в АРУ — автоматический регулятор усиления. Устройство приводит любой сигнал к некоему заданному уровню. Используется, например, в АМ-радиоприёмниках и в телефонах.

## Многообразие компрессоров и их применение
Компрессоры составляют класс приборов динамической обработки звукового сигнала. Существует множество разнообразных компрессоров — от самых простых до сложнейших, от универсальных до узкоспециализированных, от одно- до многоканальных.
Примером узкоспециализированного типа является класс приборов, применяемых для удлинения продолжительности звучания ноты на электрогитаре — так называемый эффект «сустейна», который по сути представляет собой компрессор, который сначала ослабляет входной сигнал, а затем по мере его затухания усиливает его, делая его динамическую характеристику практически ровной.
На сегодняшний день без компрессоров не обходится ни одна сфера профессионального звукового оборудования — особенно это касается концертного звукоусиления, так как зачастую поведение любого входящего аудиосигнала на «живом» концерте является непредсказуемым, будь то голос или бас-гитара. Например, вокалист, активно двигаясь по сцене, непроизвольно меняет расстояние между ртом и микрофоном, что создаёт «провалы» в уровне сигнала — в этих случаях компрессор просто незаменим.
В студиях звукозаписи компрессоры также составляют неотъемлемую часть обработки звука. Однако, в отличие от концертного звука, в студиях компрессоры применяются с большой аккуратностью и только при необходимости. Выбор компрессора и настройка его параметров значительно зависит от профессионализма музыкантов, их манеры исполнения, и даже от музыкального стиля. К примеру, в рок-музыке компрессоры применяются очень активно и довольно жёстко, а в джазовой музыке, где хороший динамический диапазон имеет важное значение, компрессоры применяются очень редко и мягко. В электронной музыке компрессия используется повсеместно, без неё был бы невозможен, к примеру, всем известный звук басового барабана, он же «trance kick». При записи классической музыки компрессоры чаще всего не применяются.
Также, немаловажное значение компрессоры имеют в сфере современного студийного пост-продакшна. Для этого, как правило, применяются дорогие многополосные компрессоры, которые разделяют входящий сигнал на три или более частотные полосы (подобно кроссоверу) и позволяют индивидуально подобрать параметры компрессии для каждой из них. В студийной работе могут применяться методы как прямой, так параллельной компрессии. Особенно часто параллельная компрессия используется при обработке ударных и вокала.
В некоторых компрессорах можно встретить ряд дополнительных функций, например, «боковая цепь» (англ. side-chain), в которой, помимо основного входного сигнала, на дополнительный вход компрессора подаётся другой (боковой), каким-либо образом связанный с основным. В этом случае параметры компрессии основного сигнала устанавливаются в определённую зависимость от уровня или частотной характеристики бокового. Очень часто компрессоры составляют динамический блок обработки в акустических процессорах.
Компрессоры применяются в слуховых аппаратах для отображения широкого динамического диапазона звукового сигнала в узкий (остаточный) динамический диапазон слуха слабослышащего человека.